# Honorowi Obywatele Miasta Zabrze

Tytuł Honorowego Obywatela Miasta Zabrze nadaje Rada Miejska poprzez podjęcie uchwały. (...) nadawany osobom, które wniosły szczególny wkład w życie miasta Zabrze lub za sprawą swoich osiągnięć przyczyniły się do wzrostu jego znaczenia w kraju i na świecie.

| Honorowy Obywatel      | Lata życia  | Data nadania         | Przypisy     |
| ---------------------- | ----------- | -------------------- | ------------ |
| Zbigniew Religa        | 1938 - 2009 | 16 września 2002     | [ 2 ] [ 3 ]  |
| Heinz Tobolla          | 1925 - 2013 | 2 lipca 2007         | [ 2 ] [ 4 ]  |
| Marian Zembala         | 1950 - 2022 | 14 września 2009     | [ 2 ] [ 5 ]  |
| Horst Eckert „Janosch” | 1931 -      | 17 października 2011 | [ 2 ] [ 6 ]  |
| Włodzimierz Lubański   | 1947 -      | 20 sierpnia 2012     | [ 2 ] [ 7 ]  |
| Jerzy Buzek            | 1940 -      | 18 marca 2013        | [ 8 ]        |
| Andrzej Bochenek       | 1949 -      | 28 września 2022     | [ 9 ] [ 10 ] |
| Krzysztof Nitsch       | 1948 -      | 28 września 2022     | [ 9 ] [ 11 ] |
| Elżbieta Penderecka    | 1947 -      | 28 września 2022     | [ 9 ] [ 12 ] |